# San Simeón (puerto)

El principado de Antioquía hacia el 1165. Se observa la situación de San Simeón al oeste de Antioquía, junto a la desembocadura del río Orontes.

San Simeón (en turco: Samandağ o Suadiye) fue el puerto principal del Principado franco de Antioquía durante la Edad Media. Se hallaba en la desembocadura del río Orontes. Puede que su nombre se debiese a san Simeón Estilita el Joven, que vivía en una montaña a tan solo nueve kilómetros la localidad, o al primer san Simeón el Estilita, que fue enterrado en Antioquía. Seleucia Pieria había sido el puerto de Antioquía en la época romana, pero la sedimentación y un terremoto lo habían inutilizado. El control de San Simeón fue un elemento importante  en la conquista cruzada de Antioquía a finales del siglo XI.

## San Simeón en el cerco cruzado a Antioquía
En noviembre de 1097, los cruzados que asediaban Antioquía se sintieron alentados por la aparición de refuerzos que llegaban en una escuadra genovesa a San Simeón; estas nuevas fuerzas les permitieron rendir la plaza que cercaban. Los sitiadores sufrían gran escasez de víveres, y los suministros que venían de Chipre a San Simeón sufrían luego frecuentes ataques en el camino que conducía desde el puerto hasta el campamento de los cruzados. El 4 de marzo de 1098, una flota que se afirma que mandaba el exiliado pretendiente al trono inglés Edgar Atheling llevó a San Simeón materiales de asedio provenientes de Constantinopla. Una incursión de los defensores turcos de Antioquía se los arrebató a los cruzados, pero estos contraatacaron y mataron a mil quinientos enemigos, según las crónicas.

## Apogeo
Al comienzo del período cruzado, San Simeón era un puerto de importancia comarcal, pero en la segunda mitad del siglo XII Nur al-Din y después Saladino restablecieron el orden en el Levante musulmán, que recobró la antigua prosperidad y devino en zona de paso de las rutas comerciales que llevaban a Irak y al Extremo Oriente. San Simeón floreció merced a ello: fue uno de los puertos que empleaban los comerciantes de Alepo hasta que la conquista mongola del siglo XIII desvió el comercio hacia el norte.

## Conquista mameluca

Conquistas y campañas de Baibars como sultán de Egipto (1261-1277). Las aspas con fecha indican plazas conquistadas y la fecha correspondiente. Con estrellas azules, las poblaciones saqueadas o conquistadas temporalmente. Entre las primeras se cuenta San Simeón.
Sultanato mameluco
Territorios cruzados (reino de Jerusalén, condado de Trípoli y reino de Chipre).

El ejército mameluco de Baibars se apoderó de San Simeón en 1268, antes de destruir Antioquía. Esta y San Simeón, su puerto por excelencia, nunca se recuperaron de los estragos infligidos por el sultán mameluco.
Un estilo de cerámica de la época cruzada recibió el nombre de San Simeón.